# Грб Краљевине Југославије
Грб Краљевине Срба, Хрвата и Словенаца и Краљевине Југославије представља измену грба Краљевине Србије. Графички, грб је сличан, са веома сличним краљевским плаштом и двоглавим орлом. За разлику од грба Краљевине Србије, на овом грбу се налазе круне династије Карађорђевића, са карактеристичним детаљима.

## Историја
Грб нове државе је први пут замишљен у закључку министарског већа (владе) од 22. децембра 1918:
Као државни грб бит ће бијели двоглави орао, који имаде на прсима штит, подијељен у два мања поља. На десном је пољу црвени крст с четири С на бијелом пољу (грб Србије). Лијева половица грба имаде шаховску плочу, бијело-црвено са 20 четворина (хрватски грб). Доње мање поље предочава грб старе Илирије (Словеније): на плавом пољу бијели полумјесец окренут према горе, а између његових кракова бијела звијезда са 5 пера [sic].
Према Видовданском уставу од 28. јуна 1921. (члан 2), грб је дефинисан као:
Грб је Краљевине Двоглави Бели Орао у полету на црвеном штиту. Врх обе главе Двоглавога Белог Орла стоји Круна Краљевине. На прсима орла је штит, на коме су грбови, српски: бео крст на црвеном штиту са по једним огњилом у сваком краку; хрватски: штит са 25 поља црвених и сребрнастих наизменице; словеначки: на плавом штиту три златне шестокраке звезде. Испод тога бели полумесец.
Главна измена (у односу на грб Краљевине Србије) је у томе што је штит подељен на три дела, од којих један заузима штит грба Краљевине Србије (бели крст са четири оцила на црвеној позадини), један део грб Хрватске (шаховско поље са наизменичним пољима беле и црвене боје) а Словенију је у почетку представљао грб илирског покрета (шестокрака златна звезда изнад сребрне траке-месеца, на тамно плавом пољу, види и Илирски грб). Касније је та једна звезда замењена са три златне звезде грофова Цељских. Грб је "дефинитивно састављен и примљен" у мају 1922.

## Галерија
- Краљевски грб Краљевине СХС/Југославије (1918–1921)
- Варијанта грба
- Универзитет у Нишу, савремена интерпретација грба Краљевине Југославије
- Соко Краљевине Југославије
- Пасош Краљевине Југославије
- Југословенски динар
- Ознака Поште између два Светска рата.